# Hister sohieri
Hister sohieri är en skalbaggsart som beskrevs av Sylvain Auguste de Marseul 1870. Hister sohieri ingår i släktet Hister och familjen stumpbaggar. Inga underarter finns listade i Catalogue of Life.